# Memoni jezik
Memoni jezik (memonski jezik; ISO 639-3: mby), indoarijski jezik kojim se služi nepoznat broj osoba etničke skupine Memona, osobito u području Karachija u Pakistanu. Sličan je sindskom [snd] i gudžaratskom [guj] jeziku, a njihovo porijeklo je navodno sa sindhskog govornog područja, odakle su se prije 500 do 600 godina doselili na gudžaratsko područje.
Memonski jezik nema svoga pisma, ali se može služiti gudžaratskim. Govore ga pretežno odrasle osobe, a u upotrebi su i sindski, urdu i gudžaratski

## Vanjske poveznice
- Ethnologue (14th)
- Ethnologue (15h)